# Mariëtte Hamer
Mariëtte Iris Hamer (Amsterdam, 7 juni 1958) is een Nederlands politica die op 1 april 2022 werd aangesteld als regeringscommissaris seksueel grensoverschrijdend gedrag en seksueel geweld. Van september 2014 tot maart 2022 was zij voorzitter van de Sociaal-Economische Raad (SER). Eerder was zij van mei 1998 tot september 2014 lid van de Tweede Kamer namens de Partij van de Arbeid (PvdA).

## Levensloop

### Jeugd en studie
Mariëtte Hamer werd geboren in Amsterdam en groeide op in Amsterdam-West. Ze voltooide na de havo, de tweedegraads lerarenopleiding in de vakken Nederlands en omgangskunde. Vervolgens behaalde zij het doctoraalexamen Algemene Taalwetenschappen. Hamer was tijdens haar studie voorzitter van het Landelijk Overleg van de studenten van de Lerarenopleidingen (LOLO) In 1983/84 was zij medeoprichter en eerste voorzitter van de Landelijke Studentenvakbond, de LSVb.
Na haar studie was Hamer onder meer werkzaam als lerares Nederlands bij het Open Schoolproject voor Volwassenen in de Haarlemmermeer, als docentenbegeleidster bij het Educatief Centrum voor Volwassenen in Purmerend. In 1987 werd Hamer directeur van de Stichting Volwasseneneducatie en jeugd en jongerenwerk op de Zuid-Hollandse Eilanden. Zij gaf daarbij leiding aan diverse fusieprocessen. Ook was Hamer in deze periode voorzitter van het Regionaal Bureau Onderwijs en Arbeidsmarkt in Rijnmond.
Van 1992 tot 1995 was Hamer werkzaam bij het ministerie van Onderwijs, Cultuur en Wetenschappen als projectleider arbeidsmarkt bij de directie Beroepsonderwijs en Volwasseneneducatie en vervolgens afdelingshoofd beleid van de directie HBO.

### Politieke carrière
Hamer werd in 1984 voor de PvdA actief binnen de afdeling Noord-West in Amsterdam. Na haar verhuizing uit Amsterdam in 1987 werd zij voorzitter van de afdeling Maassluis. Hamer werd ook vicevoorzitter van het gewest Zuid-Holland. In 1995 trad ze toe tot het landelijke partijbestuur waar zij zich onder ander bezighield met partijvernieuwing. Tevens was Hamer voorzitter van de Vrouwen in de PvdA. Zij had in deze periode een voortrekkersrol bij de integratie van de Rooie Vrouwen in het partijbestuur van de PvdA. In de periode 1999-2001 was Hamer respectievelijk vicevoorzitter en voorzitter van het landelijke partijbestuur van de PvdA.
Na de Tweede Kamerverkiezingen van 1998 trad Hamer toe tot de Tweede Kamer. Zij was lange periode onderwijswoordvoerder. Daarnaast hield zij zich onder andere bezig met kinderopvang en arbeid en zorg. Vanaf 2006 was Hamer woordvoerder sociale zaken en arbeidsmarkt. In 2004 werd Hamer fractiesecretaris en in 2006 vicevoorzitter van de fractie. In deze periode was zij ook voorzitter van de Vaste Kamercommissie voor Sociale Zaken en Werkgelegenheid. Tevens was Hamer lid van het Presidium van de Tweede Kamer. Hamer was vaste ondervoorzitter van de Tweede Kamer en verving de voorzitter Frans Weisglas met regelmaat.
Vanaf januari 2008 verving ze tijdelijk Jacques Tichelaar als fractievoorzitter. Na zijn aftreden werd ze op 22 april 2008 door de fractieleden verkozen tot zijn opvolger. Diederik Samsom was de andere kandidaat. Hamer bleef fractievoorzitter tot de komst van Job Cohen bij de verkiezingen van 2010. Zowel in 2010 als in 2012 had Hamer een prominente plaats op de kandidatenlijst. Zij vervulde sindsdien diverse functies in het fractiebestuur. Zij was ook voorzitter van de Vaste Kamercommissie voor Economische Zaken. Hamer was lid van de commissie van in- en uitgeleide bij de inhuldiging van koning Willem-Alexander op 30 april 2013.

### Voorzitter SER
Hamer werd door de ministerraad per 10 september 2014 benoemd tot voorzitter van de Sociaal-Economische Raad. In haar tijd als voorzitter was Hamer onder andere verantwoordelijk voor de totstandkoming van belangrijk adviezen zoals het pensoenakkoord, over de toekomst van de arbeidsmarkt, diversiteit en vrouwen in de top en over de positie van jongeren bij de SER. Ook zorgde zij als initiatiefnemer van het SER Jongerenplatform in 2015 ervoor dat jongeren direct betrokken werden bij de SER.

### Informateur
Op 12 mei 2021 werd Hamer benoemd tot informateur voor de kabinetsformatie van dat jaar. Zij werd de langstzittende informateur in de Nederlandse parlementaire geschiedenis. Op 22 juni 2021 bracht zij haar eerste eindverslag uit. Daarin adviseerde zij om de partijleiders van VVD en D66, Mark Rutte en Sigrid Kaag, een 'document op hoofdlijnen' op te laten stellen dat als basis moest dienen voor een nieuw regeerakkoord. In haar finale eindverslag dat 106 dagen na de aanvang van de informatiepoging uitkwam, adviseerde zij de Tweede Kamer een informateur van VVD-huize te benoemen die onderzoek gaat doen naar de mogelijkheid een minderheidskabinet van VVD, D66 en CDA te formeren. Zij concludeerde dat haar missie was mislukt.

### Regeringscommissaris seksueel grensoverschrijdend gedrag
Eind maart 2022 verliet ze de SER om begin april te beginnen als de Nederlandse Regeringscommissaris seksueel grensoverschrijdend gedrag en seksueel geweld. Vanwege verschillende incidenten in de afgelopen jaren besloot het kabinet tot instelling van een onafhankelijke regeringscommissaris. Met deze regeringscommissaris wil het kabinet bewustwording en cultuurverandering creëren. Hamer kreeg de opdracht om gevraagd en ongevraagd het kabinet te adviseren over maatregelen die nodig zijn om seksueel grensoverschrijdend gedrag en seksueel geweld tegen te gaan. Ook zal zij als herkenbaar boegbeeld én aanjager optreden voor de verandering die het kabinet nodig acht om de cultuur, die leidt tot grensoverschrijdend gedrag en seksueel geweld te doorbreken. Hamer is benoemd voor een periode van drie jaar.

## Erkenning
- 2019 - Joke Smit-prijs
- 2019 - Meest invloedrijke vrouw in de categorie Openbaar bestuur en openbare orde in de Opzij Top 100 vanwege haar werk als SER-voorzitter.[11]
- 2020 - Eberhard van der Laan Mediation Award, mede ontvangen vanwege haar optreden als SER-voorzitter waarin zij onder andere de pensioenonderhandelingen vlottrok tussen overheid en bedrijfsleven.[12]
- 2022 - Eredoctoraat Tilburg University vanwege haar verdiensten tijdens haar hele loopbaan die in het teken stond van het dienen van het publieke belang.[13]

- International Standard Name Identifier: 0000 0003 9662 5250
- Nederlandse Thesaurus van Auteursnamen: 274391546
- Parlement.com: vg09lljy43zj
- Virtual International Authority File: 291587438
- WorldCat: E39PBJgHdJX6wQ9qxJXrCDFMyd